# Seniga
Seniga is een gemeente in de Italiaanse provincie Brescia (regio Lombardije) en telt 1602 inwoners (31-12-2004). De oppervlakte bedraagt 13,6 km², de bevolkingsdichtheid is 120 inwoners per km².

## Demografie
Seniga telt ongeveer 657 huishoudens. Het aantal inwoners daalde in de periode 1991-2001 met 0,4% volgens cijfers uit de tienjaarlijkse volkstellingen van ISTAT.
| Jaar | Inwoneraantal |
| ---- | ------------- |
| 1991 | 1579          |
| 2001 | 1573          |

## Geografie
Seniga grenst aan de volgende gemeenten: Alfianello, Gabbioneta-Binanuova (CR), Milzano, Ostiano (CR), Pralboino, Scandolara Ripa d'Oglio (CR).